# یواس‌اس آنتریم (ای‌کی-۱۵۹)
یواس‌اس آنتریم (ای‌کی-۱۵۹) (به انگلیسی: USS Antrim (AK-159)) یک کشتی بود که طول آن ۳۸۸ فوت ۸ اینچ (۱۱۸٫۴۷ متر) بود. این کشتی در سال ۱۹۴۴ ساخته شد.